# Jarno Van Mingeroet
Jarno Van Mingeroet (Dendermonde, 23 de setembre de 1977) va ser un ciclista belga, professional del 2005 al 2008.

## Palmarès
- 2005
  - 1r al Beverbeek Classic